# コジオル
コジオル（Koziol GmbH）は、ドイツ・ヘッセン州オーデンヴァルト地方のエアバッハに本拠を置く、プラスチック製の家庭用品メーカー、ならびに商品ブランド名である。1927年創業。

## 製品
製品はプラスチック製で、独特なデザインの製品が多い（外部リンク参照）。また、製品はドイツで生産（Made in Germany）されており、多くのドイツ企業が生産拠点を人件費の安い地域（東欧など）に移す中で、会社の特徴といえる。
日本では主に、 靴べら、CDホルダー、テープカッターなどが販売されている。